# Iseropus orientalis
Iseropus orientalis är en stekelart som beskrevs av Tohru Uchida 1928. Iseropus orientalis ingår i släktet Iseropus och familjen brokparasitsteklar. Inga underarter finns listade i Catalogue of Life.